# Annie (1982)
Annie is een muziekfilm van Columbia Pictures uit 1982 onder regie van John Huston. Het verhaal is gebaseerd op de stripboekenreeks Little Orphan Annie uit de jaren 20, waarvan in 1977 een musical werd gemaakt die Thomas Meehan weer tot boek verwerkte. De film werd genomineerd voor de Academy Awards voor beste muziek en beste art-directie. Titelrolspeelster Aileen Quinn 'won' enerzijds de Razzie Award voor slechtste bijrolspeelster, maar werd anderzijds ook genomineerd voor zowel de Golden Globe voor beste actrice als die voor beste nieuwe filmster.

## Verhaal
De elfjarige Annie (Aileen Quinn) woont in een weeshuis dat wordt geleid door de zelfzuchtige en alcoholistische Miss Hanigan (Carol Burnett). Op een avond zit Annie een beetje te dromen over haar ouders. Ze heeft ze elf jaar niet gezien, maar weet zeker dat ze nog in leven zijn. De volgende dag ziet Annie een hond op straat lopen die gepest wordt door een paar jongens. Annie neemt het dier mee naar het weeshuis en wil ervoor gaan zorgen. Daar is Miss Hannigan het niet mee eens. Zij overweegt de hond naar de worstenfabriek te brengen.
Op dat moment komt Grace Farrel (Ann Reinking) binnen, de privésecretaresse van de miljardair Oliver Warbucks (Albert Finney) die een wees wil adopteren. De keuze voor een proefweek valt op Annie en hond Sandy gaat mee. Aanvankelijk heeft Warbucks niets met haar op: hij wilde eigenlijk een jongen uitnodigen. Miss Farrell prijst Annie echter zo aan dat Warbucks schoorvoetend akkoord gaat. Annie steelt de daaropvolgende week het hart van de serieuze zakenman. Miss Hannigan is woedend. Zij wil het geld van Warbucks. Ze vindt kinderen vervelend en kan het niet verkroppen dat juist Annie zo'n geluk heeft.
Na een week verlangt Annie toch erg naar haar echte ouders, dus gaat ze samen met Warbucks en Farrel naar de radio. Ze delen mee dat Annies ouders haar de volgende dag kunnen halen bij het landhuis van de miljardair. Alleen komt half New York opdagen omdat de ouders er 50.000 dollar voor de opvoeding bij krijgen. Om aan de massahysterie te ontsnappen gaat Warbucks met Annie op bezoek bij president Franklin Delano Roosevelt. Bij terugkeer heeft Ms. Farrell teleurstellend nieuws: geen enkel paar had de onrbrekende heft van Annie haar medaillon.
Miss Hannigans broer Rooster (Tim Curry), een gewiekste oplichter, bedenkt nu met Miss Hannigan en zijn vriendin Lily een list om Warbucks het geld af te troggelen en wraak te nemen op Annie. Rooster en Lily doen zich voor Annies ouders. Miss Hannigan leverde ze alle informatie over Annie én had de andere helft van Annies medaillon achtergehouden, waarvan Annie dacht dat haar moeder dat had. Rooster wordt hierdoor geloofd en krijgt Annie en het geld mee.
Annie ontsnapt en verscheurt de cheque. Rooster ontsteekt hierdoor in woede en wil haar vermoorden. Dit gaat Miss Hanigan te ver. Ze probeert haar broer tegen te houden, maar hij is buiten zichzelf van woede. Hij slaat Miss Hanigan neer en probeert Annie van grote hoogte dood te laten vallen. Op het laatste moment wordt Annie gered door Punjab (Geoffrey Holder), de mystieke Indiase butler van Warbucks. Rooster en Lily worden gearresteerd en Warbucks adopteert Annie. De gelukkige afloop wordt gevierd en Warbucks geeft Annie een nieuw medaillon in het bijzijn van een ten goede gekeerde Miss Hannigan, president Roosevelt, en de andere weeskinderen.

## Rolverdeling
| Acteur            | Personage        |
| ----------------- | ---------------- |
| Aileen Quinn      | Annie            |
| Carol Burnett     | Miss Hannigan    |
| Albert Finney     | Oliver Warbucks  |
| Ann Reinking      | Grace Farrel     |
| Tim Curry         | Rooster Hannigan |
| Bernadette Peters | Lily St. Regis   |
| Geoffrey Holder   | Punjab           |

## Trivia
- Het kapsel dat Aileen Quinn in de film draagt, is een pruik. In de aflevering Ginger Kids van South Park wordt hieraan gerefereerd.
- In 1999 maakte Disney een minder succesvolle remake van de film.
- Het lied Tomorrow uit de film werd een internationale hit. In Nederland werd het ook door Patricia Paay op de plaat gezet.